# Айн (буква грузинского письма)
Айн  (ჺ) — дополнительная буква грузинского письма.

## Использование
Использовалась в грузинской транскрипции бацбийского языка из словаря 1984 года, соответствовала  ʻ в латинской транскрипции и Ӏ в кириллической транскрипции, обозначала звук [ʕ]. В транскрипции словаря 2012 года выглядит практически идентично арабской айн (ع).

## Кодировка
Айн мхедрули была включена в стандарт Юникод в версии 4.1 в блок «Грузинское письмо» (англ. Georgian) под шестнадцатеричным кодом U+10FA.
Айн мтаврули была включена в Юникод в версии 11.0 в блок «Расширенное грузинское письмо» (англ. Georgian Extended) под шестнадцатеричным кодом U+1CBA.